# Андреј Говоров
Андреј Андрејевич Говоров (укр. Андрій Андрійович Говоров; Севастопољ, 10. април 1992) украјински је пливач чија специјалност је пливање спринтерских трка слободним и делфин стилом. Заслужни је мајстор спорта светске класе Украјине од јануара 2016. године. Вишеструки је украјински рекордер у спринтерским дисциплинама слободним и делфин стилом и учесник Олимпијских игара.
Дипломирао је политичке науке на Универзитету у Дњепропетровску. 

## Каријера
На међународној сцени дебитовао је на европском јуниорском првенству у Прагу 2009. када је успео да освоји титулу континенталног првака у дисциплини 50 метара делфин. Месец дана касније дебитовао је и у сениорској конкуренцији на светском првенству у Риму где се такмичио у квалификацијама на 50 слободно (укупно 57. место) и 50 делфин (50. место). Већ наредне године потврђује свој квалитет у јуниорској конкуренцији освајањем две златне медаље (50 слободно и 50 делфин) на европском јуниорском првенству у Хелсинкију. 
Први значајнији резултат у сениорској конкуренцији забележио је на светском првенству у Шангају 2011. када је успео да се пласира у финале трке на 50 делфин (на крају заузео 8. место). На ЛОИ 2012. у Лондон отишао је као освајач бронзане медаље у трци на 50 слободно са европског првенства одржаног два месеца раније, а у Лондону је у свом дебитантском наступу на Олимпијским играма успео да се пласира у полуфинале трке на 50 слободно, једине дисциплине у којој је учестовао. У квалификацијама је имао 7, а у полуфиналу укупно 14. време. 
У постолимпијској години осваја две медаље на Летњој Универзијади у Казању, злато на 50 делфин и бронзу на 50 слободно, а потом је уследио још један пласман у финале на светским првенствима и 5. место на 50 делфин у Барселони 2013. године. Две године касније, на светском првенству у Казању 2015, осваја два пета места у тркама на 50 слободно и 50 делфин. 
На европском првенству 2016. у Лондону осваја две медаље, злато на 50 делфин и сребро на 50 слободно, а у обе дисциплине поправио је личне рекорде. Време од 22,73 секунди које је испливао у полуфиналу трке на 50 делфин уједно је било и време новог националног рекорда Украјине. 
На Олимпијским играма у Рио де Жанеиру такмичио се само у трци на 50 метара слободно где је био један од главних фаворита за освајање медаље. Квалификациону трку је испливао у времену од 21,49 секунди што је био нови национални рекорд и најбрже време целе сезоне, у полуфиналу је поправио национални рекорд и спустио време за три стотинке на 21,46 секунди, међутим у финалу је испливао најспорије време (21,74 секунде) и заузео тек 5. место.
Највећи успех у каријери постигао је на светском првенству у Будимпешти 2017. пошто је у трци на 50 делфин успео да се пласира у финале и освоји бронзану медаљу. То је уједно била и његова прва освојена медаља на светским првенствима у великим базенима. Трку на 100 метара слободно испливао је у времену од 21,96 секунди, што је било довољно тек за 13. место у полуфиналу.
На пливачком митингу у Риму одржаном 1. јула 2018. Говоров је испливао нови светски рекорд у трци на 50 делфин, у времену од 22,27 секунди. Нешто касније исте године освојио је златну медаљу у трци на 50 делфин на Европском првенству у Глазгову.
На светском првенству у корејском Квангџуу 2019. такмичио се у спринтерским тркама на 50 делфин (6. место у финалу) и 50 слободно (37. место у квалификацијама).